# Кзилжар
Кзилжа́р (рос. Кзылжар) — село у складі Біляєвського району Оренбурзької області, Росія.
Стара назва — Кизилжар.

## Населення
Населення — 32 особи (2010; 32 у 2002).
Національний склад (станом на 2002 рік):
- казахи — 88 %